# Ґоскі-Пелкі
Ґоскі-Пелкі (пол. Goski-Pełki) — село в Польщі, у гміні Замбрув Замбровського повіту Підляського воєводства.
Населення — 36 осіб (2011).
У 1975-1998 роках село належало до Ломжинського воєводства.

## Демографія
Демографічна структура станом на 31 березня 2011 року:
|          | Загалом | Допрацездатний вік | Працездатний вік | Постпрацездатний вік |
| -------- | ------- | ------------------ | ---------------- | -------------------- |
| Чоловіки | 15      | 5                  | 8                | 2                    |
| Жінки    | 21      | 3                  | 12               | 6                    |
| Разом    | 36      | 8                  | 20               | 8                    |